# Коувола
Ко́увола (фин. Kouvola) — город в Финляндии, в 138 км к северо-востоку от Хельсинки. Население 78 тыс. человек.

## История
Своим возникновением город во многом обязан железной дороге, соединяющей Россию и Финляндию. Это вторая станция в Финляндии, где делают остановку пассажирские поезда из России после пограничного контроля (первая — Вайниккала). Коувола была основана в 1875 году для обслуживания железнодорожной линии Рийхимяки — Санкт-Петербург и является сейчас одним из важнейших транспортных узлов в Финляндии.
Во время советско-финской войны 1939−1940 г. историческая часть города была в значительной мере разрушена при бомбардировке. Советский Союз пытался таким образом нарушить железнодорожное сообщение в стране. Из-за этого в современной Коуволе исторических зданий сохранилось мало, в основном, это застройка 1960-70-х годов. Туристы в город приезжают главным образом ради парка развлечений «Тюккимяки» (Tykkimäki), но этот парк действует только в летнее время.
С 1 января 2009 города Аньяланкоски, Элимяки, Яала, Куусанкоски, Валкеала и Коувола были объединены в единый муниципалитет Коувола, в котором теперь проживает 90 000 жителей. Таким образом, Коувола стала десятым по счёту крупнейшим городом Финляндии.
Геральдическим символом города является герб, который был создан художником по геральдике Тапани Талари. Цвета герба указывают на цвета провинции Кюменлааксо, серебряное волнообразное основание подчёркивает то, что Коувола расположена на реке Кюмийоки, шестиконечная звёздочка символизирует союз шести муниципальных округов, а лилии на её концах — цветок ириса, который является символом провинции Кюменлааксо.
С августа 2012 года в городе действует визовый центр МИД Финляндии в котором на март 2016 года работало 50 сотрудников.

## Транспорт
Город Коувола находится на пересечении автомагистралей 6 и 15. До Хельсинки на машине или поезде можно добраться всего за час с небольшим. До Коуволы легко добраться и из более отдалённых регионов, так как город находится на пересечении наиболее значимых железнодорожных магистралей. Из Санкт-Петербурга в Коуволу можно было добраться на скоростном поезде «Аллегро» всего за 2 часа 20 минут. Движение поезда прекращено вскоре после вторжения России в Украину. Расстояние от Санкт-Петербурга до Коуволы 285 км, однако в настоящее время граница между Россией и Финляндией полностью закрыта по решению финских властей

## Культура

### Музыка
В Коуволе существует симфонический оркестр Kymi Sinfonietta, один из известнейших оркестров Финляндии. Репертуар оркестра достаточно широк: от музыки эпохи барокко до джаза и даже рок-музыки. В городе также находится музыкальное училище Pohjois-Kymen musiikkiopisto.
Кроме того, Коувола является родиной знаменитых финских рок-групп: Before the Dawn, Viikate, Peer Günt, To/Die/For, Raivopäät, Mistreat и Maho Neitsyt.
Также, из Коуволы и финский дуэт Norma John, представители Финляндии на Евровидении-2017.

## Достопримечательности
Главными достопримечательностями города являются Тюккимяки (парк развлечений), национальный парк Repovesi, фабрика-музей Verla и ботанический парк Arboretum Mustila.
Тюккимяки — третий по величине парк развлечений в Финляндии. Находится в лесопарке в 5 км от центра города. В парке свыше 40 аттракционов, более 100 игровых автоматов, ферма животных, лучший террарий Скандинавии, Дворец танцев, пляж. В течение всего лета предлагается интересная программа. Вход в парк бесплатный. Единый билет даёт возможность кататься на всех аттракционах в течение дня. Недалеко от парка находится туристическая деревня Tykkimäki Resort и уличный летний аквапарк на берегу озера Кяюрялампи, а также городской пляж, площадки для игры в пляжный волейбол, места для пикника и современная открытая для всех сауна общего пользования, открытая круглый год.
Парк Реповеси — традиционный объект походного туризма. На его территории, площадью 15 км², обозначено около 40 км прогулочных и походных маршрутов разных уровней сложности. На особенно сложных участках установлены ступеньки и перила.
Верла является объектом мирового наследия ЮНЕСКО. Фабричная деревня и старая фабрика находятся на берегу Верлакоски, примерно в 30 км от центра города Коувола, в северной части долины Кюменлааксо. Летом в здании старой конюшни работают мастерские и магазинчики, где можно приобрести продукцию местных мастеров — традиционные финские игры, керамику, другие изделия ручной работы, продукцию винодельни и деревенский хлеб.
Арборетум Мустила является одним из самых знаменитых ботанических парков Северной Европы. Парк расположен рядом с автомагистралью, ведущей в столицу Финляндии. Парк открыт для посетителей в любое время года. Наиболее известные из декоративных кустарников парка Мустила являются рододендроны. Их в парке более 100 видов. Обширные пространства в парке занимают деревья некоторых нетипичных для Финляндии хвойных пород. На территории Мустила работают винодельческая фирма «Мустила Виини» и фирма, продающая саженцы «Мустилан Таймитархат». На территории парка работает арт-кафе «Пиика я Ренки», которое открыто с весны до осени.

## Памятники
- Памятник-фонтан «Медведь-рыбак», установлен в 1959-м году.
- Памятник «Коувольская тройня». Он символизирует три главных направления бизнеса: промышленность, торговля и услуги — их сотрудничество в стремлении к одной цели. Памятник находится в центре города, в центральном парке, рядом с перекрёстком улиц Välikatu и Koulukatu. Установлен в 1968-м году.
- Памятник финскому писателю Унто Сеппянену[фин.], находится в центре города, рядом с городским театром по адресу Salpausselänkatu 38. Установлен в 1960-м году
- Памятник Хельви Хонка, учительнице, которая работала в гимназии города Коувола (1928—1968) сначала учителем математики, физики и химии, а затем директором. Она была первым в Финляндии и, насколько известно, единственным директором-женщиной в гимназии для мальчиков. Памятник находится в центре города по адресу Salpausselänkatu 33. Установлен в 2007-м году.
- Памятник финскому спортсмену-бегуну Ильмари Салминену, олимпийскому чемпиону 1936 года и экс-рекордсмену мира в беге на дистанции 10 000 метров. Установлен в 1988 году, находится по адресу Salpausselänkatu 40.
- Памятник-фонтан «Гармонь и джаз». Памятник посвящён ранним музыкальным традициям — гармонной музыке и современной музыке — джазу. В городе постоянно проходят различные джазовые мероприятия. Памятник находится в центре города, на рыночной площади по адресу Kauppatori, 3-5
- Памятник независимости страны. Первый памятник в городе, установлен в 1936 году по адресу Kauppalankatu, 18.

## Города-побратимы
- Балатонфюред, Венгрия
- Вологда, Россия
- Мюльхайм-ан-дер-Рур, Германия